# La Verdad TV
La Verdad TV fue un canal autonómico privado de la Región de Murcia perteneciente al grupo Vocento (diario ABC, diario La Verdad, y una serie de importantes diarios regionales) que emitió por TDT en toda la región.
Su frecuencia ahora es usada ahora por Metropolitan TV, del grupo Smile Advertising, que posee el Grupo Canal Catalá dueño de Canal Català TV cuyo presidente, Nicola Pedrazzoli, es próximo a Berlusconi y a su grupo italiano Mediaset, dueño del gigante conglomerado de TV en España que es Mediaset España.

## Historia

### Etapa en elGrupo Vocento. Despidos por una parte, sueldos millonarios por otra
Antes de que existiese La Verdad TV había un canal que se llamaba Canal 6 Murcia, que contenía varios informativos y programas de contenido regional (como Jo, Qué Noche! o Latidos Urbanos), el cual fue reemplazado por La 10 Región de Murcia, que ya empezaba a emitir más contenido nacional, y menos local hasta que La 10 comenzó a emitir a nivel nacional. Luego ésta fue realquilada al grupo Viacom para su canal Paramount Channel, junto con otras licencias. (Así, el grupo Vocento se desentendía de las licencias de emisión nacionales otorgadas en la época de José María Aznar, realquilándolas, quedándose sólo con los canales autonómicos).
Entonces, el canal pasó a llamarse "La Verdad TV", en un intento de unir el canal de TV con su homólogo de la prensa escrita, el diario La Verdad, cuyo potencial humano y profesional era incuestionable para reflotar el canal y realizar una programación interesante.
Pero, alguien decidió que se emitiera muy poca programación regional (algún noticiario diario y poco más) entre la teletienda que ocupaba gran parte de su programación, el resultado fue que Vocento no pudo mantenerlo, a pesar del capital humano que el diario La Verdad y el Grupo Vocento poseían.
Como era de esperar tras esa decisión, el resultado fue desastroso para el canal de TV y se tuvo que recurrir a la salida fácil del despido de trabajadores del diario La verdad, 

(a pesar de que, por ser un medio afín al PP, los ingresos en publicidad y las páginas de 1.000 a 6.000 euros no cesaban desde todos los ámbitos de la administración autonómica y municipal del gobierno de Valcárcel), recurriendo también a despidos en otros diarios regionales del grupo,, despidiendo a mil trabajadores de Vocento y cerrando ediciones, gastando 163 millones de euros en indemnizaciones, sobre todo por el cierre del diario Qué! adquirido por Vocento anteriormente, llegando al extremo de vender rotativas (los centros de impresión) para hacer caja.

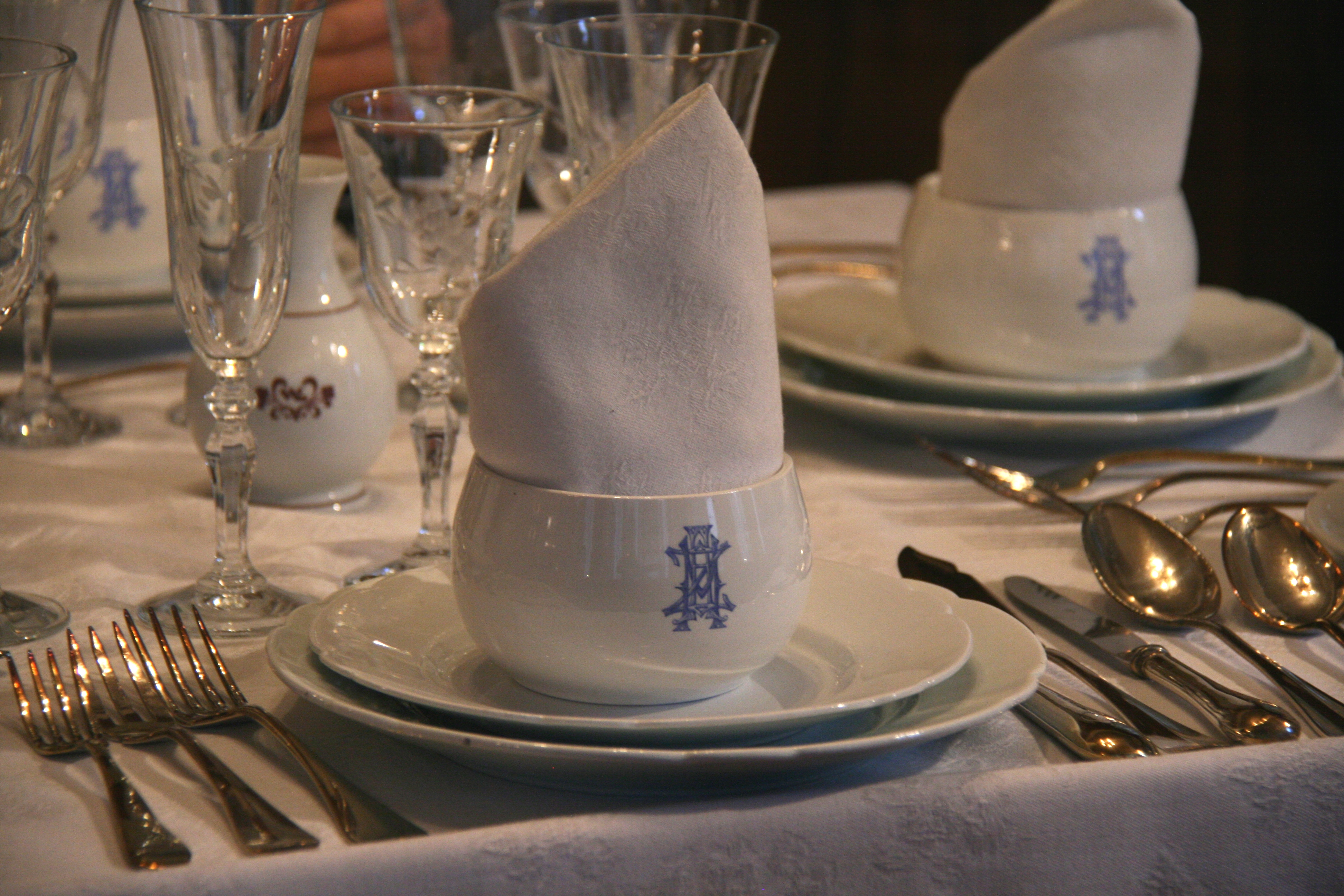
Servicio de mesa de lujo - Cubiertos, copas, vajilla, mantelería

Como es lógico, esta situación hizo que se perdiera difusión, y el hecho de que los directivos cobraran sumas millonarias causó discrepancias y ciertas críticas moderadas, tildando al consejero delegado de Vocento, Luis Enríquez Nistal de "insaciable" por tanto despido, y llegando a publicarse los sueldos millonarios en el libro Traficantes de Información: La Historia Oculta de Los Grupos de comunicación, de Pascual Serrano, donde se explica que los directores generales del grupo se repartieron 1.631.000 euros, y los 14 consejeros otros 4.879.000 euros, y el exconsejero delegado de Vocento, José Manuel Vargas, recibió una indemnización de 3.120.000 euros tras renunciar al cargo. Otro exconsejero delegado, Belarmino García se llevó 2.980.000 euros,, directivos que disfrutaban de convenciones y banquetes por todo lo alto en las habitaciones más costosas de hoteles de lujo, hechos que destacan el contraste entre el sistema de despido aplicado a los trabajadores de La Verdad, con los millonarios blindajes de los directivos del grupo.
En la Región de Murcia, algunos periodistas le hicieron frente al miedo (que actualmente reina en los trabajadores de los medios murcianos con problemas de manipulación informativa o laborales), y hablaron libremente, solidarizándose con sus compañeros de La Verdad TV. Un medio murciano se hizo eco del autor Pascual Serrano y de su libro “Traficantes de información. La historia oculta de los grupos de comunicación españoles”, mismo medio murciano donde se destacó el pasado franquista de los accionistas de La Verdad y de su Grupo, Vocento, donde en más de una ocasión se ha homenajeado a franquistas. o nazis
En este punto termina la andadura de La Verdad TV. Hoy en día el grupo Vocento continúa comprando empresas para liquidarlas, repartiéndose las millonarias ganancias entre sus altos directivos. Después de hacer lo mismo con el diario Que!, preparan su siguiente ataque al Grupo Voz que, a pesar de la crisis y contrastando enormemente con la gestión de La Verdad TV, mantiene con bastante buena salud y audiencias su canal de TDT llamado VTelevisión, debido a su apuesta por los informativos, magazines, y económicos contenidos regionales, todos ellos de producción propia. Para ilustrar, un ejemplo: "El Rincón de Cañita", donde el popular cantante "Cañita Brava" comenta la actualidad y recomienda nuevas recetas al Gobierno para salir de la crisis. También hace un exhaustivo análisis del movimiento 15 M.

### Etapa delgrupo Canal Catalá(Canal Català TV) ySmile Advertising
Desde agosto de 2012, la frecuencia es utilizada por Metropolitan TV, del grupo Canal Catalá y Smile Advertising cuyo presidente, Nicola Pedrazzoli, es próximo a Berlusconi y a su grupo italiano Mediaset, dueño del descomunal conglomerado de TV en España que es Mediaset España. Ya se reunió con Esteban González Pons para crear una televisión afín al PP, y una ”Intereconomía independentista”.